# Aselliscus tricuspidatus
Aselliscus tricuspidatus is een vleermuis uit de familie der bladneusvleermuizen van de Oude Wereld (Hipposideridae) die voorkomt van de Molukken tot Nieuw-Guinea, de Bismarckarchipel, de Salomonseilanden en Vanuatu. De soort wordt samen met Aselliscus stoliczkanus uit het vasteland van Azië tot het geslacht Aselliscus gerekend, maar de twee soorten zijn naar alle waarschijnlijkheid niet nauw aan elkaar verwant.
Deze kleine bladneusvleermuis is te herkennen aan de drie knobbels op het neusblad waar de soort zijn wetenschappelijke soortaanduiding aan te danken heeft (tricuspidatus is Latijn voor "drieknobbelig"). Het dier is vaak oranje van kleur. Vrouwtjes zijn iets groter dan mannetjes. De kop-romplengte bedraagt 40,0 tot 42,0 mm, de staartlengte 22,0 tot 28,0 mm, de voorarmlengte 41,0 tot 44,7 mm, de tibialengte 14,9 tot 15,1 mm, de oorlengte 12,5 tot 15,0 mm en het gewicht 3,0 tot 4,8 g.
De soort is gevonden op de eilanden Ambon, Aore, Batjan, Biak-Supiori, Buru, Ceram, Choiseul, Espiritu Santo, Gorong, Guadalcanal, Halmahera, Japen, de Kai-eilanden, Kiriwina, Leksula, Malaita, Malakula, Mbanika, Mefor, Mioko, Misima, Misool, Morotai, Nendö, New Georgia, Nieuw-Brittannië, Nieuw-Guinea, Nieuw-Ierland, Rennell, San Cristobal, San Jorge, Uki Ni Masi en Woodlark. De soort wordt in vier ondersoorten verdeeld: tricuspidatus sensu stricto in de Molukken, novaeguinea Schlitter, Williams & Hill, 1983 op Nieuw-Guinea, koopmani Schlitter, Williams & Hill, 1983 in de Bismarckarchipel, de eilanden ten zuidoosten van Nieuw-Guinea en de Salomonseilanden en novehebridensis Sanborn & Nicholson, 1950 in Vanuatu. Op Nieuw-Guinea komt de soort op 58 tot 360 m hoogte voor. De soort roest voornamelijk of uitsluitend in grotten. Waarschijnlijk krijgen vrouwtjes slechts een jong per worp.